# Рок против террора
Рок против террора — благотворительный рок-фестиваль, который состоялся 6 апреля 1991 года в московском универсальном дворце спорта «Крылья Советов». «Рок против террора» — это акция против применения оружия в мирное время, за уважение прав личности, утверждение новых, гуманных отношений между людьми и странами.

## Фестиваль
Изначально акция была направлена против милицейского произвола, инициатором которой выступил Гарик Сукачёв, пострадавший от неправомерных действий сотрудников милиции.

Идея возникла у Гарика Сукачёва и Александра Ф. Скляра после того, как их приняли в 108 отделение милиции на Арбате, причём Гарика там довольно серьёзно обработали. Поначалу он даже хотел назвать акцию «Рок против милицейского террора», но тогда бы она, конечно, закончилась, не начавшись…— Владимир Шахрин
Впоследствии концепция фестиваля охватила понятие «террор» в целом: моральный, телевизионный, социальный, политический.

Я много раз повторял, что для меня лично это никакой не акт мщения. Мы не против милиции. Мы против бесправия в любых его проявлениях. Нам всем так или иначе били по морде, но мы не можем позволить, когда бьют по морде всей тусовке (Грузия, Литва, Осетия, «Взгляд» и т. д.).— Гарик Сукачёв
В роли организаторов фестиваля выступили телекомпания «ВИD», культурный центр «Фили»; информационная поддержка — газета «Комсомольская правда».
Фестиваль продлился восемь часов — с 14:00 до 22:00. Время выступлений было строго регламентировано, поэтому каждая группа сыграла по четыре-пять песен.

### Участники
По словам Гарика Сукачёва, в акции приняли участие его друзья. Специальными гостями фестиваля стали группы «Мцыри» и Bix, выступавшие в роли посланцев от своих республик в связи с политическими событиями в Тбилиси (1989) и в Вильнюсе (1991).
Участники фестиваля в порядке выступления:
| - АВИА - «Нюанс» - «Мцыри» - Crossroads - «Ва-БанкЪ» | - «Калинов мост» - Bix - «АукцЫон» - «Чайф» - ДДТ | - «Наутилус Помпилиус» - «Бригада С» - «Алиса» |

## Телеверсия
Съёмки концерта осуществляла телекомпания «ВИD». Хронометраж телевизионной версии концерта составил полтора часа, включая интервью со зрителями и музыкантами. После путча в августе 1991 года видеозапись концерта активно транслировалась по центральному телевидению.

### Треклист

Финальный джем-сейшн,
УДС «Крылья Советов», 6 апреля 1991

1. «Бригада С» — «Там, где кончается дождь»
2. «Ва-БанкЪ» — «На кухне»
3. «Мцыри» — Warning
4. «Наутилус Помпилиус» — «Новые легионы»
5. «АукцЫон» — «Лети, лейтенант»
6. Bix — Sex Revolution
7. «Алиса» — «Чую гибель»
8. «Нюанс» — «Пир во время чумы»
9. Crossroads — «Сколько можно терпеть?»
10. «Калинов мост» — «Крошево вытупа»
11. «Чайф» — «Поплачь о нём»
12. АВИА — «Колыбельная»
13. ДДТ — «В последнюю осень»
14. «Бригада С» — «Между водой и огнём»

## Интересные факты
- Группа Bix заменила литовскую хеви-метал группу Katedra, чьё выступление было анонсировано ранее[12].
- Группа «Калинов мост» не была указана на афише.
- На пресс-конференции в редакции газеты «Комсомольская правда» во время выступления Владимира Весёлкина об отмене статьи 121 УК РСФСР Константин Кинчев демонстративно вышел из зала[13].
- Впервые вопросами безопасности на концерте занимались не органы охраны правопорядка, а представители Ассоциации каскадёров России под руководством Александра Иншакова[10].
- Спустя год после фестиваля музыкант группы «АукцЫон» Олег Гаркуша подвергся физической расправе со стороны сотрудника санкт-петербургской милиции за ношение футболки с символикой «Рок против террора»[14].